# Petlawad
Petlawad là một thị xã và là một nagar panchayat của quận Jhabua thuộc bang Madhya Pradesh, Ấn Độ.

## Địa lý
Petlawad có vị trí 23°00′B 74°48′Đ / 23°B 74,8°Đ Nó có độ cao trung bình là 388 mét (1272 feet).

## Nhân khẩu
Theo điều tra dân số năm 2001 của Ấn Độ, Petlawad có dân số 12.419 người. Phái nam chiếm 51% tổng số dân và phái nữ chiếm 49%. Petlawad có tỷ lệ 71% biết đọc biết viết, cao hơn tỷ lệ trung bình toàn quốc là 59,5%: tỷ lệ cho phái nam là 79%, và tỷ lệ cho phái nữ là 62%. Tại Petlawad, 15% dân số nhỏ hơn 6 tuổi.